# Secta de Sjariya el Judío

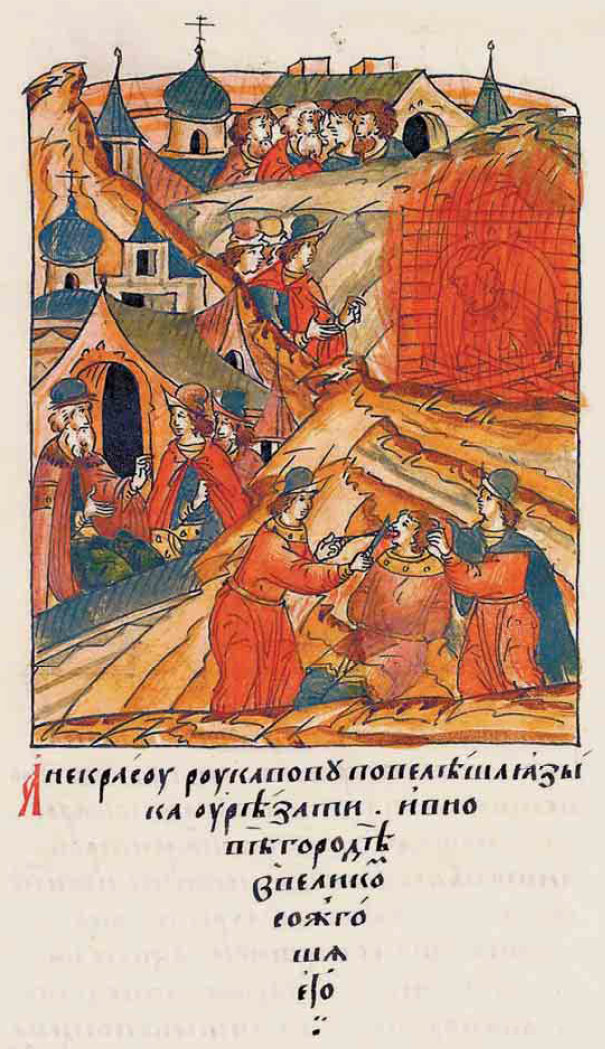
Ejecución de herejes judeizantes en 1504. Inscripción: "y Nekras Rukavov recibió la orden de arrancarse la lengua y quemarla en Veliky Novgorod".

Skariya el Judío también es el nombre usado por Iván III de Moscovia para referirse a Zacarías de Ghisolfi.
La Secta de Sjariya el Judío, conocida más ampliamente como la Herejía de los Judaizantes o Zhidóvstvuyushchij (del ruso: жидóвствующих), fue una secta que apareció en Nóvgorod y Moscú en la segunda mitad del siglo XV, que marcó el comienzo de una nueva época de herejía en Rusia. Algunos investigadores, sin embargo, la consideran desarrollada de la anterior herejía Strigólniki que se había extendido asimismo por Nóvgorod en el siglo XIV.
El término Zhidóvstvuyushchiye (Жидовствующие en ruso), como se conoce en las fuentes, deriva de la palabra rusa жид (zhid, un término antiguo ruso para designar a los judíos que hoy se considera peyorativo).  Zhidóvstvuyuschiye puede ser aproximadamente traducido como "aquellos que siguen las tradiciones judías". El higúmeno Iósif Vólotski, el principal crítico y perseguidor de esta secta, consideraba como fundador de este movimiento a un tal Sjariya -Zajariya, Skara; en ruso: Схария, Захария, Скара- (éste sería cierto estudioso de Kiev, Zacarías ben Ahron ha-Cohen, que llegaría a Nóvgorod desde Lituania en 1470, traduciendo varios textos hebreos sobre astronomía, lógica y filosofía). A los sectarios, Vólotski les apodó zhidóvomudrstvuyuschie (жидовомудрствующие, o “aquellos que piensan como los judíos”), asumiendo arbitrariamente de este modo su adhesión al judaísmo, a pesar de que la inmensa mayoría de los seguidores de Sjariya habían sido rusos normales de fe ortodoxa rusa y clérigos de rango bajo que nunca habían sido judíos.
Casi todo lo que sabemos sobre la herejía lo sabemos por relatos dejados por sus acusadores (un fenómeno común en las herejías medievales). Esto dificulta determinar las verdaderas creencias de la secta, ya que el objetivo de los acusadores es desprestigiar el nombre de la secta y destruirla. De acuerdo a la mayoría de narraciones, la "Secta de Sjariya" renunciaba a la Santísima Trinidad y al status divino de Jesús, al monasticismo, la jerarquía eclesiástica, las ceremonias y la inmortalidad del alma. Algunos individuos también eran iconoclastas. La secta también promovía la idea de la "autoautoridad", la autodeterminación de cada individuo en asuntos de fe y salvación. Los sacerdotes Denís y Alekséi fueron considerados los ideólogos de este movimiento herético.
A finales del siglo XV y principios del XVI, este movimiento herético se difundió en Moscú. En 1480, incluso el gran príncipe Iván III en persona invitó a unos cuantos adeptos a la secta a que visitaran la ciudad. El extraño comportamiento del gran príncipe se podría explicar por el hecho de que habría simpatizado como las ideas de los herejes sobre la secularización y la lucha contra la división feudal. Así, los Judaizantes contaron con el apoyo de funcionarios de alto rango, hombres de estado, mercaderes, de Elena de Moldavia (o Yelena Stefánovna, mujer de Iván el Joven, heredero del trono) y del diácono y diplomático Fiódor Kúritsyn. Este último incluso decidió establecer su propia comunidad a mediados de la década de 1480.
A pesar de la creciente popularidad de este movimiento herético en Nóvgorod y Moscú, Iván III se preocupó al considerar que esta nueva tendencia podría atraer a grandes masas de gente sencilla, con lo que se vería privado del apoyo eclesiástico de cara a sus políticas exteriores. De hecho, la negación de la Trinidad y de la divinidad de Cristo, destruiría el Cristianismo, mientras que la oposición de la secta al clero y a las autoridades seculares habría minado la totalidad de la sociedad. Esto hizo a Iván III renunciar a sus ideas de secularización y aliarse con el clero.
La lucha contra los herejes fue encabezada por el higúmeno Iósif Vólotski (y sus seguidores, los иосифляне (iosifliane o Iosifnianos) y el arzobispo de NóvgorodGennadi. Comenzando en la época en la que descubrió la herejía en Nóvgorod (alrededor de 1487), Gennadi escribió una serie de cartas a otros eclesiásticos durante varios años llamándoles a celebrar sobors ("concilios") con el propósito "no de debatirles, sino de quemarlos". Estos concilios se sostuvieron en 1488, 1490, 1494 y 1504, proscribiendo los libros heréticos y permitiendo su quema, sentenciando a muerte a varios herejes, y exiliando o excomulgando a otros. En 1491, Sjariya el Judío fue ejecutado en Nóvgorod por orden de Iván III. Con la aprobación de Gennadi, algunos de los herejes fueron ejecutados, como el archimandrita casiano del Monasterio de Yúriev (quien había permitido a varios herejes esconderse en el mismo), Nekrás Rukavov (primero le arrancaron la lengua y luego lo quemaron en la hoguera), el monje de Pskov Zajar y otros.
A finales del siglo XV, algunos de los herejes permanecieron bajo la protección de Yelena Stefánovna y su hijo, el zarévich Dmitri (nieto de Iván III). Sin embargo, en 1502, Dmitri sería desposeído de su título, que pasaría a Basilio III, hijo de Iván III y Sofía Paleóloga. Tan pronto como murió Iván III, en 1505, Yelena y Dmitri fueron arrestados y encarcelados, dejando a los herejes vulnerables a los ataques de las autoridades. En 1504, el diak Iván-Volk Kúritsyn, Dmitri Konopliov e Iván Maksímov habían sido quemados. Otros diaks fueron desterrados, encarcelados o excomulgados. La comunidad de herejes de Fiódor Kúritsyn dejó de existir.
A principios del siglo XIX, aparecieron varias comunidades en Tula, Vorónezh y Tambov, que seguían tradiciones judías y el halajá. También fueron llamados zhidóvstvuyuschiye y fueron perseguidos severamente en tiempos del zar Nicolás I. Desde principios del siglo XX, también han sido llamados iudéystvuyuschie, de iudeystvo, un término neutral para la religión judía. Actualmente son considerados parte del pueblo judío y algunos de ellos han emigrado a Israel. Estos grupos, de todos modos, no están conectados en ningún modo con la Secta de Sjariya.